# クリス・ボニントン
サー・クリスチャン・ジョン・ストーリー・ボニントン（Sir Christian John Storey Bonington、1934年8月6日 - ）は、イギリスの登山家。
生涯でヒマラヤに19回遠征。遠征隊長として、イギリス隊のエベレスト南西壁初登攀、アンナプルナ南壁初登攀を成功に導いた。

## 経歴
ボニントンは16歳でクライミングを始めた。ロンドンのユニバーシティ・カレッジとサンドハースト王立陸軍士官学校で学び、1956年に英国戦車連隊に配属された。北ドイツで3年間過ごしたあと、陸軍野外学校で登山指導員として2年間過ごした。
その間、1958年にプティ・ドリュ南西岩稜のイギリス人初登攀、1961年にモンブラン・フレネイ中央岩稜の初登攀に成功した。1960年にはイギリス・インド・ネパール陸軍合同隊遠征に参加し、アンナプルナ2峰(7937m)の初登頂に成功した。1961年に陸軍を除隊しユニリーバに就職、マーガリン部門で働いたが9ヶ月で辞職し、プロの登山家・探検家・ジャーナリストとなった。
1970年からは自ら遠征隊を組織する。同年、アンナプルナ1峰南壁をめざす遠征隊を編成し、隊員2人が南壁の初登頂に成功。当時ヒマラヤの大岩壁はまだ登られておらず、高所クライミングにおける最先端の登攀だった。これによりヒマラヤ「壁の時代」の幕が切って落とされる。
2年後にはエベレスト南西壁遠征隊を組織するが敗退。しかし1975年に再度、遠征隊を編成し、エベレスト南西壁の初登攀を成功させる。

## 受賞歴
ボニントンは1974年に、諸々の登山の功績に対して、王立地理学会から金メダルを贈られた。
ボニントンは1976年に、エベレスト南西壁初登頂を導いた功績を認められ大英帝国勲章(CBE)を受賞した。1996年には彼のスポーツへの貢献のためナイト（Knight Bachelor）に叙された。2010年にはアウトワード・バウンド協会への貢献を称えられてロイヤル・ヴィクトリア勲章(CVO)を授与された。

## 主な登攀歴
- 1960 アンナプルナ2峰 初登頂 （リチャード・グラント、アン・ニマと）
- 1961 ヌプツェ初登頂　（第二次隊）
- 1961 モンブラン、フレネイ中央岩稜初登攀 （イアン・クラフ、ドン・ウィランス、Jan Długoszと）
- 1962 アイガー北壁 イギリス人初登頂 （イアン・クラフと）
- 1963 パタゴニア、パイネ中央タワー（英語版）初登頂 （ドン・ウィランスと）[7]
- 1965 イギリス、チェダー・ゴージ（英語版） Coronation Street 初登攀
- 1966 オールド・マン・オブ・ホイ初登頂 （トム・パテイと）
- 1973 ブラマー（英語版）(6411m)初登頂 （ニック・エスコートと）
- 1974 チャンガバン(6411m)初登頂 （ドン・ウィランス、ダグ・スコット、ドゥーガル・ハストンと）
- 1977 バインター・ブラック(7285m)初登頂 （ダグ・スコットと）
- 1981 コングール山(7719m)初登頂
- 1983 シブリン西峰(6501m)初登頂
- 1983 ビンソン・マシフ イギリス人初登頂
- 1985 エベレスト登頂（南東稜）

### 遠征隊長
- 1970 アンナプルナ1峰南壁 （ドゥーガル・ハストンとドン・ウィランスが南壁初登頂、イアン・クラフが死亡）
- 1972 エベレスト南西壁敗退
- 1975 エベレスト、5人が南西壁初登頂　（ダグ・スコット、ドゥーガル・ハストン、第二次登頂隊ピーター・ボードマン、パルテンバ・シェルパ、ミック・バーク）、バークが死亡
- 1978 K2西壁敗退、ニック・エスコートが死亡
- 1982 エベレスト 初の北東稜完登に挑むが敗退、ピーター・ボードマンとジョー・タスカーが死亡

ボニントンは隊長として参加したこれらの遠征では、頂上には達していない。

## 参考書籍
- ニコラス・オコネル著『ビヨンド・リスク―世界のクライマー17人が語る冒険の思想』（山と渓谷社,1996年）ISBN 978-4635178082